# Reismalz
Reismalz ist ein Zuckerrübensirup-ähnliches Lebensmittel, das zum Süßen verschiedener Speisen verwendet wird. Reismalz ist optisch ähnlich zu dunklem Honig und hat einen süßlichen, malzigen Geschmack, der jedoch nicht so stark wie Zucker ist. In Kombination mit Gerstenmalz wird es als natürliches Süßungsmittel verwendet, das reich an Vitamin B ist und den Blutzuckerspiegel nicht so stark belastet.
Reismalz wird in einem langwierigen Verfahren aus Vollreis hergestellt und wie Zuckerrübensirup durch Einkochen eingedickt. Die Stärke aus dem Reis wird von Enzymen aufgespalten, die traditionell durch Zugabe von Gerstenmalz, in industriellen Herstellungsverfahren werden aufgereinigte Enzyme zugegeben. Abschließend wird überschüssige Flüssigkeit entfernt und die Mischung bis zur gewünschten Konsistenz eingekocht.
Es handelt sich eigentlich um Malzzucker aus Reis und nicht um Malz, denn Malz bezeichnet vermälztes Getreide. 